# Congo-oeverzwaluw
De congo-oeverzwaluw (Riparia congica) is een zangvogel uit de familie Hirundinidae (Zwaluwen).

## Verspreiding en leefgebied
Deze soort is endemisch in Afrika langs de rivier de Congo.

## Status
De grootte van de populatie is niet gekwantificeerd maar de soort wordt omschreven als plaatselijk algemeen tot zeer algemeen. Op de Rode lijst van de IUCN heeft deze soort de status niet bedreigd.